# Чуракова, Елена Анатольевна
Елена Анатольевна Чуракова (16 декабря 1986 года) — российская легкоатлетка.

## Биография
| Год  | Соревнование     | Место проведения | Место | Дисциплина        | Время     |
| ---- | ---------------- | ---------------- | ----- | ----------------- | --------- |
| 2009 | Чемпионат мира   | Берлин           | 5     | 400 м с барьерами | 56.11     |
| 2009 | Чемпионат России | Чебоксары        | 3     | 400 м с барьерами | 56.16     |
| 2011 | Чемпионат мира   | Тэгу             | 8     | 400 м с барьерами | 55.17     |
| 2011 | Чемпионат России | Чебоксары        | 2     | 400 м с барьерами | 54.79     |
| 2012 | Чемпионат Европы | Хельсинки        | 5     | 400 м с барьерами | 54.78(PB) |
| 2012 | Олимпийские игры | Лондон           | 5     | 400 м с барьерами | 55.70     |
| 2012 | Чемпионат России | Чебоксары        | 2     | 400 м с барьерами | 54.90     |

## Дисквалификация
После сдачи допинг-контроля в январе 2013 года была дисквалифицирована на 2 года (Тестостерон). 